# Hedingia ludwigi
Hedingia ludwigi is een zeekomkommer uit de familie Caudinidae.
De wetenschappelijke naam van de soort werd in 1915 gepubliceerd door H. Ohshima.